# Larudans naturreservat
Larudans naturreservat är ett naturreservat i Norrtälje kommun i Stockholms län.
Området är naturskyddat sedan 2016 och är 16 hektar stort. Reservatet omfattar mindre höjder med hällmarkspartier och delar med fuktig mark. Reservatet består av granskog med inslag av lövträd och tall och mindre partier av sumpskog.